# Савалета, Рене
Рене Савалета Меркадо (исп. René Zavaleta Mercado, 1935—1984) — боливийский политик, философ и социолог. Его труды оказали значительное влияние на интеллектуальную жизнь страны.

## Биография
Был министром горнодобывающей и нефтяной промышленности в правительстве Националистического революционного движения (покинул эту партию, чтобы стать соучредителем Левого революционного движения), дипломатом в посольствах Боливии в Уругвае и Чили, директором Латиноамериканского института социальных наук (FLACSO) в Мехико.
Идейное наследие Савалеты принято делить на три периода: приверженность национализму; ортодоксальному марксизму и третий период, оказавший наибольшее влияние — развитие неортодоксального марксизма.
По мнению Савалеты, если «юнкерский (т.е. прусский олигархический капитализм) путь развития для Германии стал возможен из-за отказа от пути Мюнцера», то в Латинской Америке, из-за отказа от пути, предложенного Тупак Амару и Тупак Катари, подобное же установление капиталистических отношений привело к укоренению зависимого развития.
Альваро Гарсиа Линера, действующий вице-президент Боливии, в своем интервью указал на Савалету, как на мыслителя, способствовавшего его интеллектуальному становлению.

## Работы
- Lo nacional-popular en Bolivia, Siglo Veintiuno Editores, Mexico, 1986
- Bolivia: Military Nationalism and the Popular Assembly // New Left Review №73, May-June 1972